# Campeonato Mundial de Atletismo em Pista Coberta de 2016 - 60 m masculino
A prova dos 60 metros masculino do Campeonato Mundial de Atletismo em Pista Coberta de 2016 ocorreu no dia 18 de março em Portland, nos Estados Unidos. 

## Recordes
Antes desta competição, os recordes mundiais e do campeonato nesta prova eram os seguintes:
|    | Nome           | Nacionalidade  | Tempo | Local                                  | Data                                      |
| -- | -------------- | -------------- | ----- | -------------------------------------- | ----------------------------------------- |
| WR | Maurice Greene | Estados Unidos | 6s 39 | Madri, Espanha Atlanta, Estados Unidos | 3 de fevereiro de 1998 3 de março de 2001 |
| CR | Maurice Greene | Estados Unidos | 6s 42 | Maebashi, Japão                        | 6 de março de 1999                        |

## Medalhistas
| Ouro                  | Prata              | Bronze              |
| Trayvon Bromell (USA) | Asafa Powell (JAM) | Ramon Gittens (BAR) |

## Resultados

### Eliminatórias
Qualificação: 3 atletas de cada bateria  (Q) mais os  3 melhores qualificados (q).  
| Colocação | Bateria | Atleta                           | Nacionalidade                  | Tempo | Notas                |
| --------- | ------- | -------------------------------- | ------------------------------ | ----- | -------------------- |
| 1         | 5       | Asafa Powell                     | Jamaica                        | 6.44  | Q, ,                 |
| 2         | 5       | Xie Zhenye                       | China                          | 6.55  | Q,                   |
| 3         | 1       | Kim Collins                      | São Cristóvão e Neves          | 6.56  | Q                    |
| 4         | 6       | Mike Rodgers                     | Estados Unidos                 | 6.57  | Q                    |
| 5         | 3       | Trayvon Bromell                  | Estados Unidos                 | 6.57  | Q                    |
| 5         | 7       | Marvin Bracy                     | Estados Unidos                 | 6.57  | Q                    |
| 7         | 7       | Yoshihide Kiryu                  | Japão                          | 6.59  | Q,                   |
| 8         | 2       | James Dasaolu                    | Reino Unido                    | 6.59  | Q                    |
| 9         | 1       | Ramon Gittens                    | Barbados                       | 6.61  | Q                    |
| 10        | 6       | Bruno Hortelano                  | Espanha                        | 6.63  | Q,                   |
| 11        | 3       | Eric Cray                        | Filipinas                      | 6.64  | Q                    |
| 11        | 7       | Rondel Sorrillo                  | Trinidad e Tobago              | 6.64  | Q                    |
| 13        | 4       | Su Bingtian                      | China                          | 6.64  | Q                    |
| 14        | 4       | Abdullah Akbar Mohammed          | Arábia Saudita                 | 6.64  | Q,                   |
| 15        | 6       | Hua Wilfried Koffi               | Costa do Marfim                | 6.64  | Q                    |
| 16        | 5       | Adrian Griffith                  | Bahamas                        | 6.65  | Q                    |
| 16        | 7       | Antoine Adams                    | São Cristóvão e Neves          | 6.65  | q                    |
| 18        | 4       | Andrew Robertson                 | Reino Unido                    | 6.66  | Q                    |
| 19        | 1       | Chavaughn Walsh                  | Antilhas Holandesas            | 6.66  | Q                    |
| 20        | 1       | Kemar Hyman                      | Ilhas Caimã                    | 6.67  | q                    |
| 21        | 6       | Mobolade Ajomale                 | Canadá                         | 6.67  | q                    |
| 22        | 5       | Churandy Martina                 | Países Baixos                  | 6.67  |                      |
| 23        | 2       | Gabriel Mvumvure                 | Zimbabwe                       | 6.68  | Q                    |
| 24        | 4       | Odain Rose                       | Suécia                         | 6.69  |                      |
| 25        | 2       | Remigiusz Olszewski              | Polónia                        | 6.71  | Q                    |
| 26        | 4       | Carlos Nascimento                | Portugal                       | 6.71  |                      |
| 27        | 3       | Hensley Paulina                  | Países Baixos                  | 6.73  | Q                    |
| 28        | 7       | Ángel David Rodríguez            | Espanha                        | 6.74  |                      |
| 29        | 1       | Ogho-Oghene Egwero               | Nigéria                        | 6.75  | Recorde da temporada |
| 30        | 5       | Jeremy Dodson                    | Samoa                          | 6.76  |                      |
| 31        | 4       | Abdul Hamid Abdullah Iswandi     | Indonésia                      | 6.77  | Recorde pessoal      |
| 32        | 3       | Darrell Wesh                     | Haiti                          | 6.77  |                      |
| 33        | 4       | Mateo Edward                     | Panamá                         | 6.78  | Recorde da temporada |
| 34        | 6       | Gérard Kobéané                   | Burquina Fasso                 | 6.80  |                      |
| 35        | 1       | Ján Volko                        | Eslováquia                     | 6.80  |                      |
| 36        | 5       | Brian Kasinda                    | Zâmbia                         | 6.80  | Recorde pessoal      |
| 37        | 5       | Rolando Palacios                 | Honduras                       | 6.81  | Recorde da temporada |
| 38        | 7       | Himasha Eashan Waththakankanamge | Sri Lanka                      | 6.81  | Recorde pessoal      |
| 39        | 7       | Adam Harris                      | Guiana                         | 6.82  |                      |
| 40        | 4       | Yancarlos Martínez               | República Dominicana           | 6.83  |                      |
| 41        | 3       | Andy Martínez                    | Peru                           | 6.84  | Recorde pessoal      |
| 42        | 3       | Julius Morris                    | Monserrate                     | 6.85  |                      |
| 43        | 1       | Rodman Teltull                   | Palau                          | 6.94  | Recorde nacional     |
| 44        | 5       | Sibusiso Matsenjwa               | Essuatíni                      | 6.95  | Recorde da temporada |
| 45        | 6       | Shaun Gill                       | Belize                         | 6.99  | Recorde pessoal      |
| 46        | 2       | Adel Sesay                       | Serra Leoa                     | 7.01  | Recorde da temporada |
| 47        | 2       | Shinebayar Damdinchimeg          | Mongólia                       | 7.02  | Recorde pessoal      |
| 48        | 6       | Jesús Manuel Cáceres             | Paraguai                       | 7.05  | Recorde pessoal      |
| 49        | 1       | Siueni Filimone                  | Tonga                          | 7.08  | Recorde nacional     |
| 50        | 6       | Syed Muhammad Aoun               | Paquistão                      | 7.16  |                      |
| 51        | 3       | Yanis Dallay                     | Comores                        | 7.29  | Recorde da temporada |
| 52        | 7       | Emile Condé                      | Guiné                          | 7.37  | Recorde da temporada |
| 53        | 3       | Scheyenne Sanitoa                | Samoa                          | 7.37  | Recorde pessoal      |
| -         | 2       | Desmond Kitungwa                 | República Democrática do Congo | DSQ   | R162.7               |
| -         | 2       | Sean Safo-Antwi                  | Gana                           | DNS   |                      |
| -         | 2       | Mohammed Abukhousa               | Palestina                      | DNS   |                      |

### Semifinal
Qualificação: classificaram-se  os 2 melhores de cada bateria (Q) mais 2 melhores colocados  (q). 
| Colocação | Bateria | Atleta                  | Nacionalidade         | Tempo | Notas                |
| --------- | ------- | ----------------------- | --------------------- | ----- | -------------------- |
| 1         | 3       | Asafa Powell            | Jamaica               | 6.44  | Q, ,                 |
| 2         | 2       | Kim Collins             | São Cristóvão e Neves | 6.49  | Q,                   |
| 3         | 3       | Su Bingtian             | China                 | 6.50  | Q,                   |
| 4         | 2       | Mike Rodgers            | Estados Unidos        | 6.51  | Q,                   |
| 5         | 1       | Trayvon Bromell         | Estados Unidos        | 6.53  | Q                    |
| 6         | 1       | Ramon Gittens           | Barbados              | 6.53  | Q,                   |
| 7         | 3       | Marvin Bracy            | Estados Unidos        | 6.54  | q                    |
| 8         | 2       | Xie Zhenye              | China                 | 6.55  | q,                   |
| 9         | 1       | Yoshihide Kiryu         | Japão                 | 6.56  | Recorde pessoal      |
| 10        | 3       | Mobolade Ajomale        | Canadá                | 6.60  |                      |
| 11        | 2       | Kemar Hyman             | Ilhas Caimã           | 6.61  | Recorde da temporada |
| 11        | 3       | Andrew Robertson        | Reino Unido           | 6.61  |                      |
| 13        | 3       | Chavaughn Walsh         | Antilhas Holandesas   | 6.61  |                      |
| 14        | 1       | Hua Wilfried Koffi      | Costa do Marfim       | 6.63  |                      |
| 15        | 2       | Bruno Hortelano         | Espanha               | 6.63  | Recorde pessoal      |
| 16        | 1       | Antoine Adams           | São Cristóvão e Neves | 6.66  |                      |
| 17        | 3       | Eric Cray               | Filipinas             | 6.67  |                      |
| 18        | 3       | Abdullah Akbar Mohammed | Arábia Saudita        | 6.68  |                      |
| 19        | 2       | Gabriel Mvumvure        | Zimbabwe              | 6.68  |                      |
| 20        | 1       | Rondel Sorrillo         | Trinidad e Tobago     | 6.68  |                      |
| 21        | 2       | Remigiusz Olszewski     | Polónia               | 6.71  |                      |
| 22        | 2       | Adrian Griffith         | Bahamas               | 6.71  |                      |
| 23        | 1       | Hensley Paulina         | Países Baixos         | 6.73  |                      |
| -         | 1       | James Dasaolu           | Reino Unido           | DSQ   | R162.7               |

### Final
A final ocorreu no dia 18 de março. 
| Colocação         | Atleta          | Nacionalidade         | Tempo  | Notas            |
| ----------------- | --------------- | --------------------- | ------ | ---------------- |
| Medalha de ouro   | Trayvon Bromell | Estados Unidos        | 6 s 47 | Recorde pessoal  |
| Medalha de prata  | Asafa Powell    | Jamaica               | 6 s 50 |                  |
| Medalha de bronze | Ramon Gittens   | Barbados              | 6 s 51 | Recorde nacional |
| 4                 | Xie Zhenye      | China                 | 6 s 53 | Recorde pessoal  |
| 5                 | Su Bingtian     | China                 | 6 s 54 |                  |
| 6                 | Mike Rodgers    | Estados Unidos        | 6 s 54 |                  |
| 7                 | Marvin Bracy    | Estados Unidos        | 6 s 56 |                  |
| 8                 | Kim Collins     | São Cristóvão e Neves | 6 s 56 |                  |

Legenda
| Recorde mundial       | Recorde mundial (World record)               |                       | Recorde africano                      | Recorde africano (African) |                                           | Q | Classificado por posição (Qualified) |
| Recorde do campeonato | Recorde do campeonato (Championship record)  | Recorde da América    | Recorde da América (Americas)         | q                          | Classificado por melhor tempo (Qualified) |   |                                      |
| Melhor marca do ano   | Melhor marca do ano (World leading)          | Recorde asiático      | Recorde asiático (Asian)              | DNS                        | Não largou (Did not start)                |   |                                      |
| Recorde nacional      | Recorde nacional (National record)           | Recorde europeu       | Recorde europeu (European)            | DNF                        | Não terminou (Did not finish)             |   |                                      |
| Recorde pessoal       | Recorde pessoal do atleta (Personal best)    | Recorde da Oceania    | Recorde da Oceania (Oceania)          | DSQ / DQ                   | Desclassificado (Disqualified)            |   |                                      |
| Recorde da temporada  | Recorde da temporada do atleta (Season best) | Recorde sul-americano | Recorde sul-americano (South America) | NM                         | Sem marca (No mark)                       |   |                                      |